# جون شامبرز (رجل أعمال)
جون شامبرز (بالإنجليزية: John Chambers)‏ هو شخصية أعمال نيوزيلندي، ولد في 1839 في بيشوب ستورتفورد ‏ في المملكة المتحدة، وتوفي في 27 سبتمبر 1903 في Parnell, New Zealand ‏ في نيوزيلندا.